# مساعی جمیله
مساعی جمیله یکی از روش‌های حل اختلافات بین‌المللی است که به موجب آن طرف سومی با رضایت دولت‌های دارای اختلاف به صورت وساطت دوستانه تلاش می‌کند مذاکره بین دولتهای مربوط را امکان‌پذیر کند بدون اینکه لزوماً پیشنهادهای اساسی برای حل اختلاف به آن‌ها ارائه نماید.
مساعی جمیله ملایمترین روش نوع مشارکت دولت ثالث در حل وفصل اختلافات بین‌المللی است. فردی که مساعی جمیله را بر عهده می‌گیرد امکان دارد نماینده یک دولت سوم، عضوی از سازمان‌های بین‌المللی، سازمان‌های بین‌المللی غیر دولتی ویا حتی شخص خصوصی غیر مرتبط به دولت باشد. دبیرکل سازمان ملل اغلب از این روش برای جلوگیری از گسترش اختلافهای بین‌المللی بهره می‌برد. برای مثال کوفی عنان در سال ۱۹۹۸ با مساعی جمیله توانست اختلاف آمریکا و عراق در مورد بازرسی‌های تسلیحاتی در عراق را حل کند. کمک او تانت به حل بحران موشکی کوبا، مشارکت خاویر پرز دکوئیار برای خروج شوروی از افغانستان از نمونه‌های شاخص مساعی جمیله موفق دبیرکل سازمان ملل هستند.
مساعی جمیله گاهی با میانجی‌گری اشتباه می‌شود. تفاوت این دو اینست که در مساعی جمیله شخص واسطه از روش‌های مختلفی استفاده می‌کند تا دو طرف را پای میز مذاکره بنشاند اما میانجیگری به معنی مشارکت فعالانه در مذاکرات بین دو طرف بر اساس پیشنهادهایی است که شخص میانجی ارائه داده‌است.